# Piangil
Piangil är en ort i Australien. Den ligger i kommunen Swan Hill och delstaten Victoria, omkring 340 kilometer nordväst om delstatshuvudstaden Melbourne. Piangil ligger 62 meter över havet och antalet invånare är 654.
Trakten runt Piangil är nära nog obefolkad, med mindre än två invånare per kvadratkilometer.. Piangil är det största samhället i trakten. 
Trakten runt Piangil består till största delen av jordbruksmark. Genomsnittlig årsnederbörd är 305 millimeter. Den regnigaste månaden är februari, med i genomsnitt 52 mm nederbörd, och den torraste är november, med 8 mm nederbörd.